# فریزر رایت
فریزر رایت (انگلیسی: Frazer Wright؛ زادهٔ ۲۳ دسامبر ۱۹۷۹) بازیکن فوتبال اهل بریتانیا است.
از باشگاه‌هایی که در آن بازی کرده‌است می‌توان به باشگاه فوتبال سنت جانستون، باشگاه فوتبال کیلمارنوک، و باشگاه فوتبال دومبارتون اشاره کرد.